# Valira del Norte

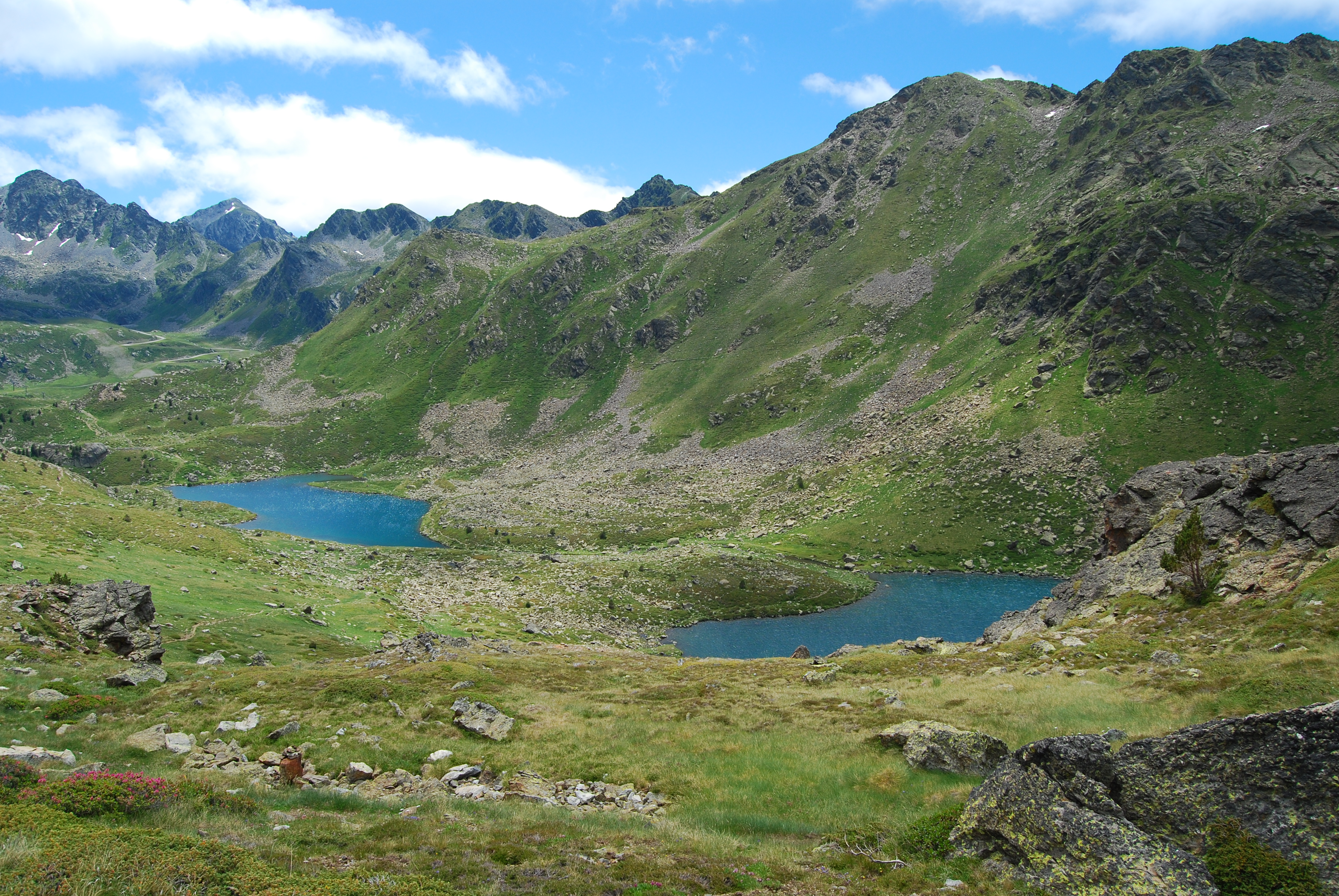
Lagos de Tristaina

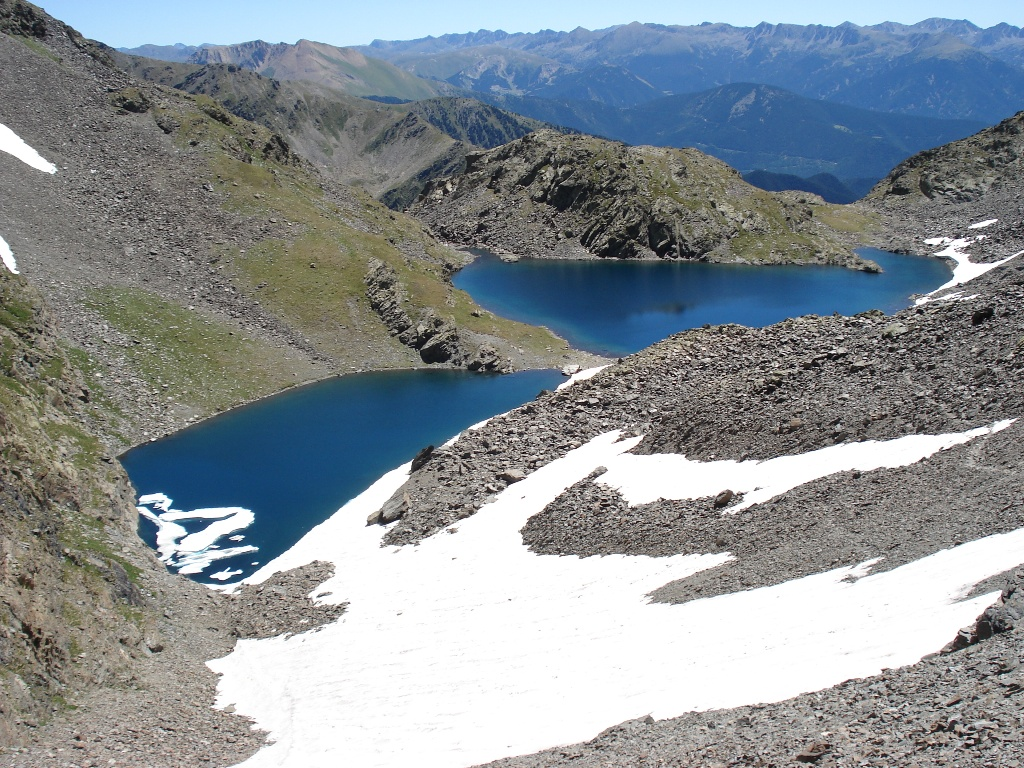
Estanys Forcats

La Valira del Norte (también llamada Valira de Ordino o Ribera de Ordino, Valira de la Massana o Valira Occidental) es un río pirenaico que vertebra la hidrología de Andorra, afluente de la Valira, de la cuenca del Segre. Nace entre el pico de Montmantell y el alto de coma Pedrosa . En la cabecera su nombre es torrente de Fontblanca.
El paso entre el Valle de Ordino y la llanura de Andorra es la garganta de la Grella, donde está San Antonio de la Grella .

## Afluentes
- El Rialb[4]
  - Río de Sorteny[5]
- Riera de Tristaina[1] y Lago de Tristaina,[6] en la coma de Tristaina, valle de cabecera de la ribera de Ordino.
- Riera de Ercs
- Riera de L'Angonella
- Riera de Anyós[1]
- Río de Arinsal, es el principal afluente de la ribera de Ordino.[7] Desemboca en La Aldosa de la Massana población del Principado de Andorra situada en la parroquia de La Massana.[8]
  - Estanques Forcats
  - Río de coma Pedrosa
  - Río de coma de Percanela
  - Río de comilla Ancha
  - Río de Pal, afluente principal del río de Arinsal. Desemboca por la derecha sus aguas, en el pueblo de Erts, situado en la parroquia de la Massana.[9]
  - Estany Esbalçat, en la coma de Varilles .[10]
- Río de Muntaner . Nace en el collado de Muntaner .[11]